# Gunasekara
Gunasekara is een monotypisch geslacht van spinnen uit de  familie van de Tetrablemmidae.

## Soort
- Gunasekara ramboda Lehtinen, 1981